# Implante peniano
Um implante peniano é um implante destinado ao tratamento de disfunção erétil, doença de Peyronie, priapismo isquêmico, deformidade e lesão traumática do pênis, e para faloplastia em homens ou faloplastia e metoidioplastia em cirurgia de redesignação sexual de homens transsexuais. Embora existam muitos tipos distintos de implantes, a maioria se enquadra em uma de duas categorias: maleável e inflável. sendo uma classificadas frequentemente em 3 peças, 2 peças ou maleáveis.

## História
A primeira reconstrução protética moderna de um pênis é atribuída a NA Borgus, um médico alemão que realizou as primeiras tentativas cirúrgicas em 1936 em soldados com amputações traumáticas do pênis. Ele usou cartilagens das costelas como material protético e reconstruiu os órgãos genitais para fins de micção e relação sexual. Willard E. Goodwin e William Wallace Scott foram os primeiros a descrever a colocação de implantes penianos sintéticos usando prótese de acrílico em 1952. Os implantes penianos à base de silicone foram desenvolvidos por Harvey Lash e a primeira série de casos foi publicada em 1964. O desenvolvimento de um silicone de alta qualidade atualmente usado em implantes penianos é creditado à NASA . Os protótipos dos implantes penianos maleáveis e infláveis contemporâneos foram apresentados em 1973 durante a reunião anual da Associação Americana de Urologia por dois grupos de médicos da Universidade Baylor (Gerald Timm, William E. Bradley e F. Brantley Scott) e Universidade de Miami (Michael P. Small e Hernan M. Carrion). A Small and Carrion foi pioneira na popularização de implantes penianos semirrígidos com a introdução da prótese Small Carrion (Mentor, EUA) em 1975. Brantley Scott descreveu o dispositivo inicial como composto por dois corpos cilíndricos infláveis feitos de silicone, um reservatório contendo fluido radiopaco e duas unidades de bombeamento. Os produtos de primeira geração foram comercializados através da American Medical Systems (AMS; atualmente Boston Scientific), à qual Brantley Scott estava associado. Muitas atualizações de dispositivos foram lançadas pelo AMS desde a primeira geração de implantes. Em 1983, a Mentor (atualmente Coloplast) entrou no mercado. Em 2017, havia mais de dez fabricantes de implantes penianos no mundo, no entanto, apenas alguns permanecem no mercado. Uma das recentes adições ao mercado é o Zephyr Surgical Implants, que, juntamente com os implantes penianos para homens biológicos, introduziu a primeira linha de implantes penianos maleáveis e infláveis, projetados para a redesignação sexual de homens trans. Nos últimos anos, a Rigicon Innovative Urological Solutions, uma empresa baseada nos Estados Unidos, fez avanços significativos no campo dos implantes penianos. Em 2017, eles lançaram o 'Rigi10', um implante maleável que expandiu as opções do mercado. Após isso, em 2019, eles introduziram tanto a série 'Infla10', que inclui os modelos Infla10 AX, Infla10 X e Infla10, como o 'Rigi10 Hydrophilic'. Estes modelos maleáveis infláveis e revestidos de hidrofílico, respectivamente, foram adições importantes à gama de tecnologias de implante peniano disponíveis. Estes avanços contribuíram para a diversidade e progresso no desenvolvimento de implantes penianos, oferecendo aos pacientes soluções de tratamento mais variadas e personalizadas. 
De acordo com a análise de 5% dos Arquivos de Uso Público do Medicare de 2001 a 2010, aproximadamente 3% dos pacientes diagnosticados com disfunção erétil optam pelo implante peniano. A cada ano, quase 25.000 próteses penianas infláveis são implantadas nos EUA.
A lista mostra implantes penianos disponíveis no mercado em 2020.
| produtos                                       | Companhia                                                  | País de origem            | Tipo de implante | Introduzido em |
| ---------------------------------------------- | ---------------------------------------------------------- | ------------------------- | ---------------- | -------------- |
| AMS Spectra                                    | Boston Scientific (anteriormente American Medical Systems) | Estados Unidos da America | Maleável         | 2009           |
| Tactra                                         | Boston Scientific (anteriormente American Medical Systems) | Estados Unidos da America | Maleável         | 2019           |
| Gênese                                         | Coloplast                                                  | Estados Unidos da America | Maleável         | 2004           |
| ZSI 100, ZSI 100 FtM e ZSI 100 D4              | Implantes cirúrgicos Zephyr                                | Suíça                     | Maleável         | 2012           |
| Tubo                                           | Promedon                                                   | Argentina                 | Maleável         | 2007           |
| AMS Ambicor                                    | Boston Scientific (anteriormente American Medical Systems) | Estados Unidos da America | Inflável         | 1994           |
| Série AMS 700 (LGX, CX, CXR)                   | Boston Scientific (anteriormente American Medical Systems) | Estados Unidos da America | Inflável         | 1983           |
| Titã                                           | Coloplast                                                  | Estados Unidos da America | Inflável         | 2002           |
| ZSI 475 e ZSI 475 FtM                          | Zephyr Surgical Implants                                   | Suíça                     | Inflável         | 2012           |
| Série Infla10 (Infla10, Infla10 X, Infla10 AX) | Rigicon Innovative Urological Solutions                    | Estados Unidos da America | Inflável         | 2019           |
| Rigi10                                         | Rigicon Innovative Urological Solutions                    | Estados Unidos da America | Maleável         | 2017           |
| Rigi10 Hydrophilic                             | Rigicon Innovative Urological Solutions                    | Estados Unidos da America | Maleável         | 2019           |

## Tipos

### Implante peniano maleável

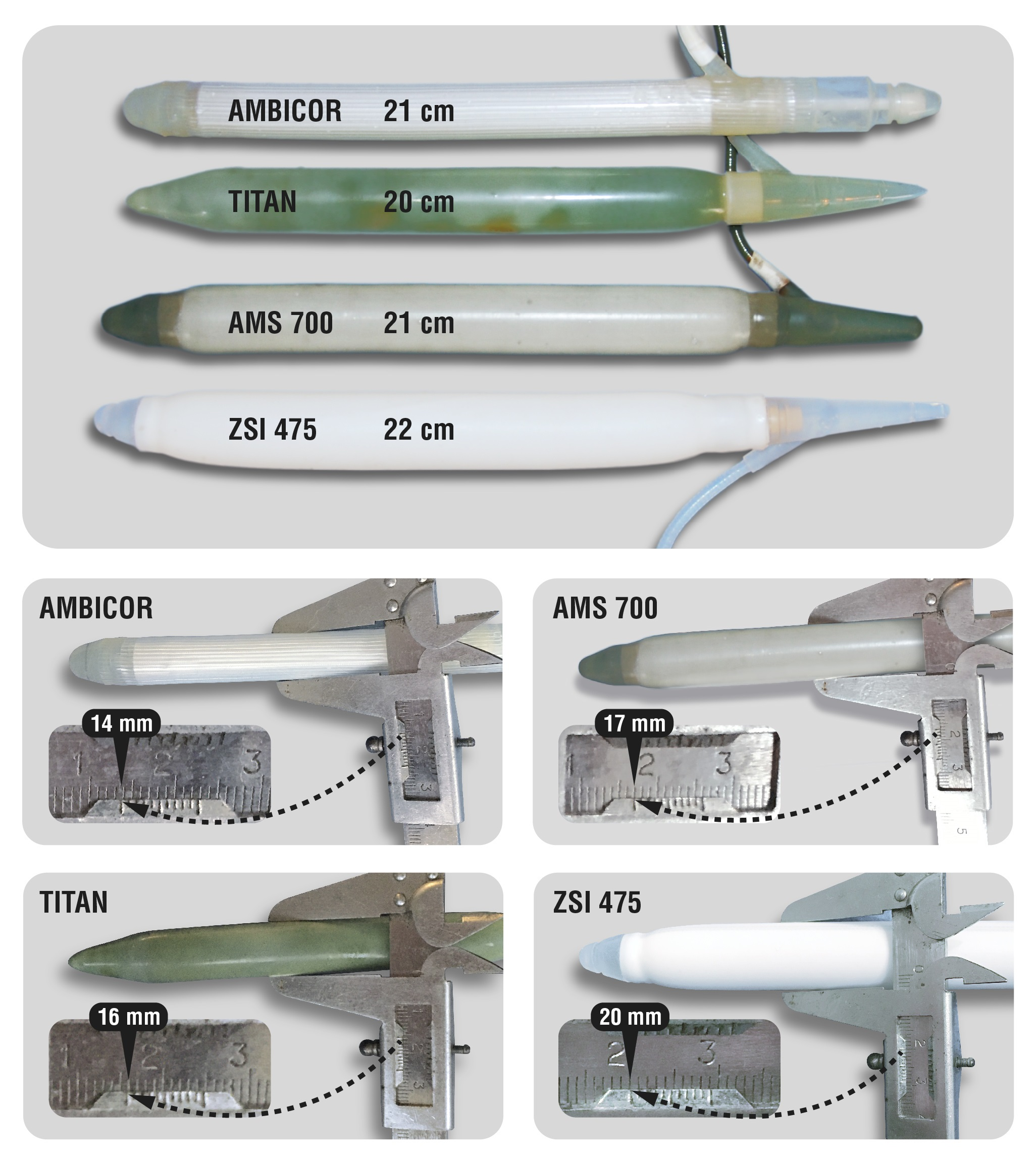
Comparação de implantes penianos (diâmetro e comprimento do cilindro inflado)

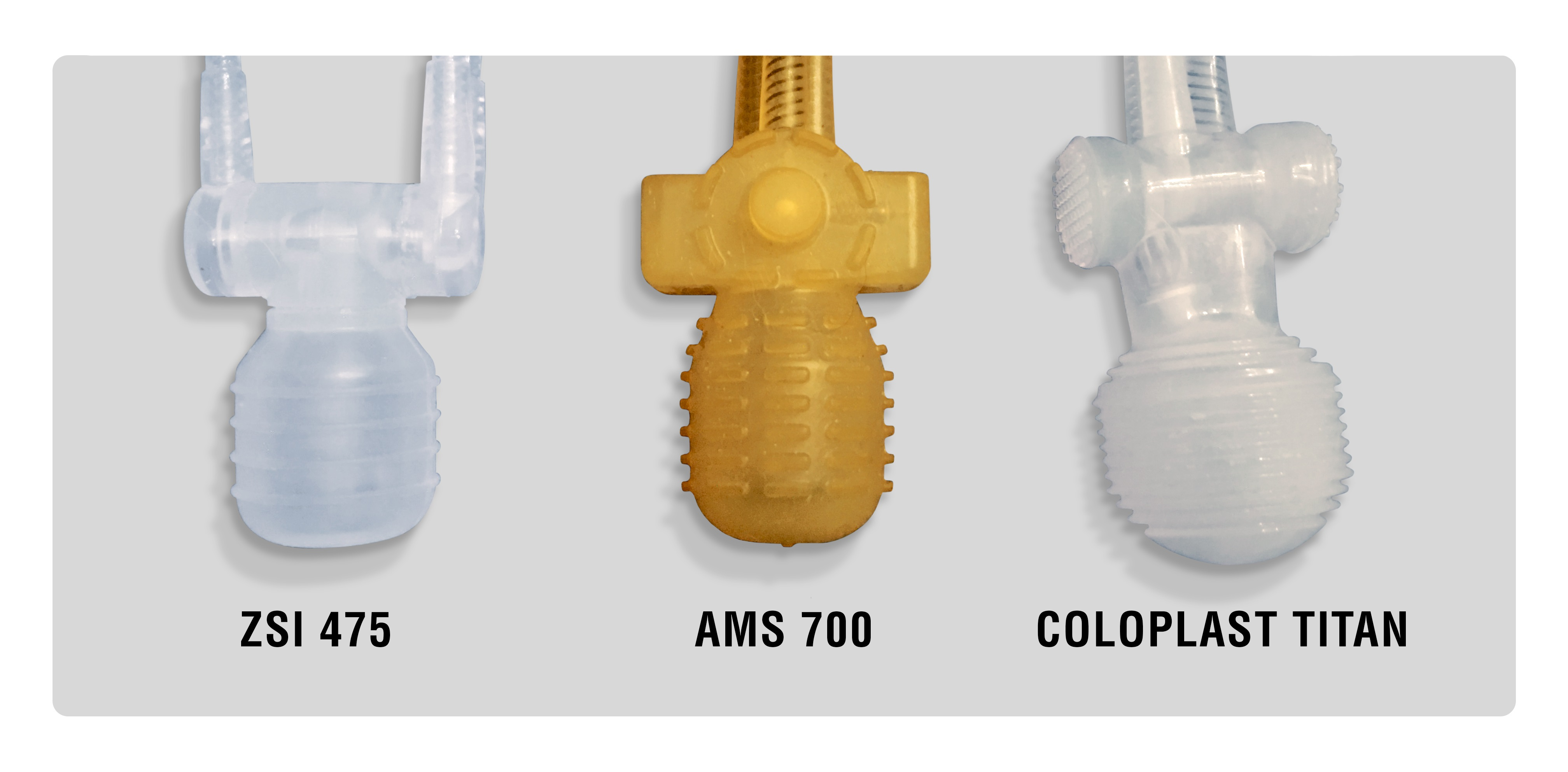
Comparação do projeto da bomba de implante peniano

A prótese peniana maleável (também conhecida como não inflável ou semirrígida) é um conjunto de um par de hastes implantadas nos corpos do pênis. As hastes são duras, mas "maleáveis" no sentido de poderem ser ajustadas manualmente na posição ereta. Existem dois tipos de implantes maleáveis: um feito de silicone e sem haste, também chamado de implante macio, e outro com um núcleo de fio espiral de prata ou aço revestido com silicone. Alguns dos modelos possuem caudas ajustáveis destinadas ao ajuste do comprimento. Atualmente, uma variedade de implantes penianos maleáveis estão disponíveis em todo o mundo.

### Implante peniano inflável
O implante peniano inflável (IPP), desenvolvido mais recentemente, é um conjunto de cilindros infláveis e um sistema de bomba. Com base nas diferenças de estrutura, existem dois tipos de implantes penianos infláveis: IPPs de duas e três peças. Ambos os tipos de dispositivos infláveis são preenchidos com solução salina estéril, que é bombeada para os cilindros durante o processo. Os cilindros são implantados no corpo cavernoso do pênis. O sistema de bomba é acoplado aos cilindros e colocado no escrotoa. Os implantes de três peças têm um grande reservatório separado conectado à bomba. O reservatório é comumente colocado no espaço retropúbico (espaço de Retzius), porém outros locais também foram descritos, como entre o músculo transverso e o músculo reto . Os implantes de três peças fornecem rigidez e circunferência mais desejáveis do pênis, assemelhando-se à ereção natural. Além disso, devido à presença de um grande reservatório, os implantes de três peças fornecem flacidez total do pênis quando esvaziados, trazendo mais conforto do que os implantes infláveis e maleáveis de duas peças.
A solução salina é bombeada manualmente do reservatório para as câmaras bilaterais de cilindros implantadas no eixo do pênis, que substitui o tecido erétil que não funciona minimamente. Isso produz uma ereção. A glande do pênis, no entanto, permanece inalterada. 95% por cento das próteses infláveis produzem ereções adequadas para a relação sexual . Nos Estados Unidos, a prótese inflável substituiu em grande parte a prótese maleável, devido à menor taxa de infecções, alta sobrevida do dispositivo e 80 a 90% de satisfação.
O primeiro protótipo de IPP apresentado em 1975 por Scott e colegas foi uma prótese de três peças (dois cilindros, duas bombas e um reservatório de fluido). Desde então, o IPP passou por várias modificações e aprimoramentos para confiabilidade e durabilidade do dispositivo, incluindo alterações no material químico usado na fabricação de implantes, uso de revestimentos hidrofílicos e antibióticos para reduzir as taxas de infecções, introduzindo a liberação com um toque etc. As técnicas cirúrgicas utilizadas para a implantação de próteses penianas também melhoraram com a evolução do dispositivo. Os implantes penianos infláveis foram uma das primeiras intervenções em urologia onde a técnica cirúrgica "sem toque" foi introduzida. Isso reduziu significativamente as taxas de infecções pós-operatórias.

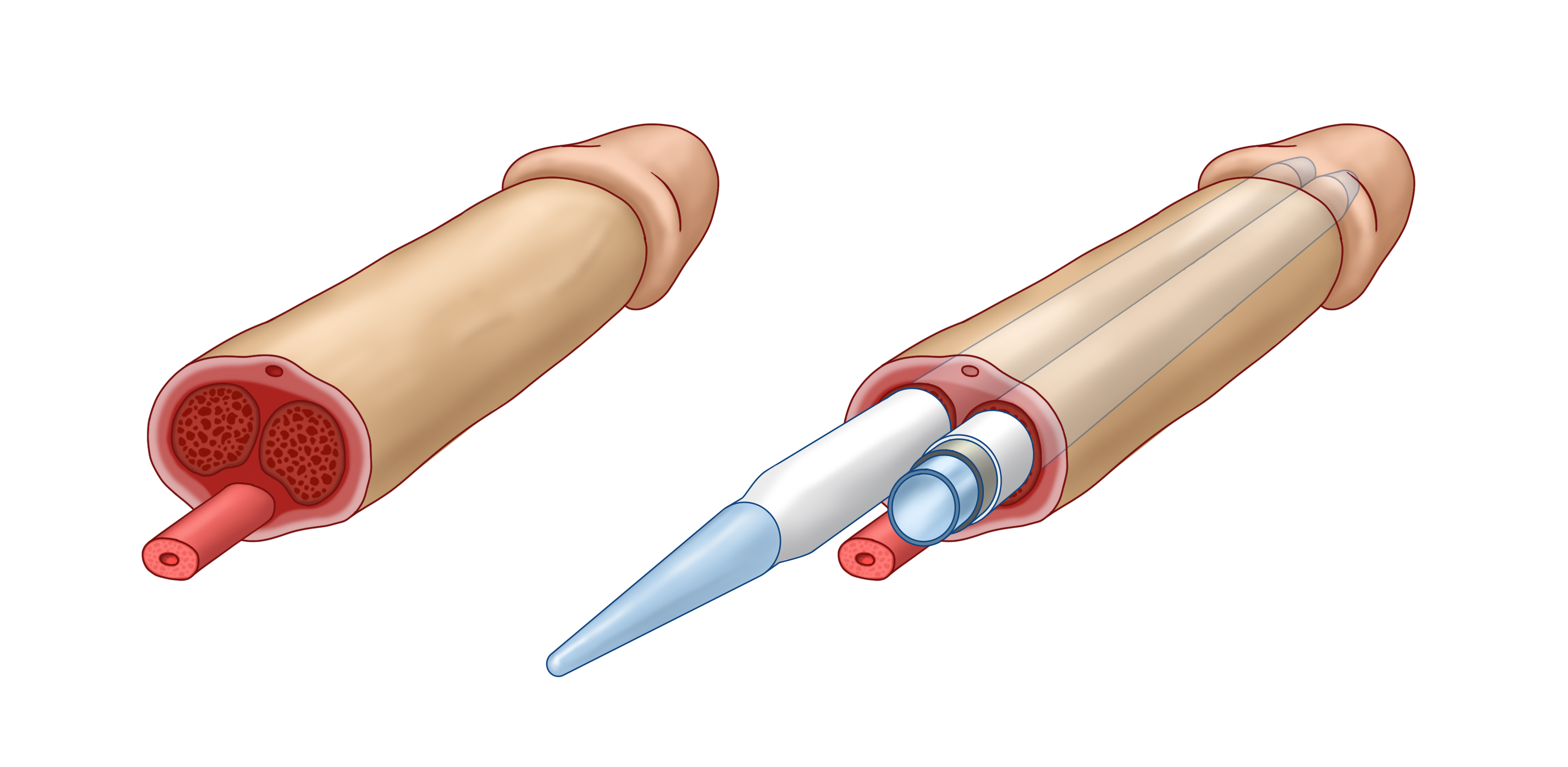
Um diagrama de um implante peniano inflável inserido no corpo cavernoso do pênis

Evocando uma ereção com um implante peniano implantado

### Disfunção erétil
Apesar do recente desenvolvimento rápido e extenso de opções de tratamento não cirúrgico para a disfunção erétil, especialmente novos medicamentos direcionados e terapia gênica, os implantes penianos continuam sendo a base e a escolha padrão ouro para o tratamento da disfunção erétil refratária a medicamentos orais e terapia injetável. Além disso, os implantes penianos podem ser uma opção relevante para aqueles com disfunção erétil que desejam prosseguir com uma solução permanente sem terapia médica. Os implantes penianos têm sido utilizados para o tratamento da disfunção erétil com várias etiologias, incluindo vascular, cavernosa, neurogênica, psicológica e pós-cirúrgica (por exemplo, prostatectomia). A Associação Americana de Urologia recomenda informar todos os homens com disfunção erétil sobre implantes penianos como uma opção de tratamento e discutir os possíveis resultados com eles.

### Deformidade peniana
Os implantes penianos podem ajudar a recuperar a forma natural do pênis em várias condições que levaram à deformidade peniana. Podem ser lesões traumáticas, cirurgias penianas, doenças desfigurantes e fibrosantes do pênis, como a doença de Peyronie . Na doença de Peyronie, a alteração na curvatura peniana afeta a relação sexual normal, além de causar disfunção erétil devido à interrupção do fluxo sanguíneo nos corpos cavernosos do pênis.
O implante de prótese peniana na doença de Peyronie aborda vários mecanismos envolvidos na fisiopatologia da doença e deve ser utilizado considerando-se aspectos próprios da doença e do paciente. Assim, a condição pré-operatória das ereções em vigência de uma deformidade é muito relevante, com pacientes com ótimas ereções sem indicação imediata. Além disso, deve-se observar as condições locais da placa, como a presença de grande quantidade de doença ou não, presença ou não de placas ventrais, perda de tamanho relevante e também o grau de calcificação das placas, além da medida do índice de resistividade no estudo de Doppler. Assim, a indicação de prótese peniana para um paciente com Doenca de Peyronie não é simples e deve ser sistematizada, considerando-se que a depender do quadro geral de avaliação do especialista, a prótese pode não ser indicada, ou ela deverá ser instalada de forma mandatória , já que a própria cirurgia por ocasionar disfunção erétil inaceitável.

### Redesignação sexual de homens trans
Embora diferentes modelos de próteses penianas tenham sido implantados após procedimentos de faloplastia com o primeiro caso descrito em 1978 por Pucket e Montie, os primeiros implantes penianos projetados e produzidos especificamente para redesignação sexual de homens trans foi introduzida em 2015 pela Zephyr Surgical Implants . Estão disponíveis modelos maleáveis e infláveis. Esses implantes têm uma forma mais realista com uma glande ergonômica na ponta da prótese. O modelo inflável tem uma bomba acoplada semelhante a um testículo. A prótese é implantada com uma fixação robusta no osso púbico . Outro implante maleável mais fino é destinado à metoidioplastia .

## Resultados

### Satisfação
A taxa de satisfação geral com implantes penianos atinge mais de 90%. As taxas de satisfação relatadas por si e pelos parceiros são avaliadas para avaliar os resultados. Foi demonstrado que o implante de prótese peniana inflável traz mais satisfação do paciente e do parceiro do que a terapia medicamentosa com inibidores da PDE5 ou injeções intracavernosas. É relatado que as taxas de satisfação são mais altas com implantes infláveis do que maleáveis, mas não há diferença entre os dispositivos de 2 e 3 peças. As razões mais frequentes para a insatisfação são a redução do comprimento e perímetro do pênis, expectativas fracassadas e dificuldades com o uso do dispositivo. Portanto, é vital fornecer aos pacientes e seus parceiros aconselhamento e instruções pré-operatórias detalhados.

### Correção de curvatura
33% a 90% dos casos de pacientes com doença de Peyronie que tiveram um procedimento inflável de PI corrigiram com sucesso sua deformidade peniana. A curvatura residual após a colocação do implante peniano geralmente requer intervenção cirúrgica intraoperatória. Importante mencionar que quanto maior a curvatura a ser corrigida, maior a chance da necessidade de um implante peniano e maior a chance de complicações relevantes, devendo o paciente estar ciente disso e o cirurgião preparado para enfrentar tais problemas.

## Complicações
A complicação mais comum associada à colocação de implantes penianos parece ser infecções com taxas relatadas de 1-3%. São relatadas infecções do local cirúrgico e do dispositivo. Quando a infecção envolve o próprio implante peniano, é necessária a remoção do implante e a irrigação das cavidades com soluções antissépticas . Nesse cenário, é necessária a colocação de um novo implante para evitar mais fibrose tecidual e encurtamento do pênis. A taxa de cirurgias repetidas ou substituições de dispositivos varia de 6% a 13%. Outras complicações relatadas incluem perfuração do corpo cavernoso e da uretra (0,1-3%), comumente ocorrendo em pacientes com fibrose anterior, erosão ou extrusão da prótese, alteração na forma da glande, hematoma, encurtamento do comprimento do pênis e mau funcionamento do dispositivo. Devido ao aprimoramento contínuo das técnicas cirúrgicas e às modificações dos implantes, as taxas de complicações diminuíram drasticamente ao longo do tempo.
Para superar o encurtamento peniano pós-operatório e aumentar o comprimento percebido do pênis e a satisfação do paciente, foram descritos procedimentos de faloplastia ventral e dorsal em combinação com implantes penianos. A glanulopexia modificada foi proposta para prevenir a deformidade do transportador supersônico e a hipermobilidade glandular, que são possíveis complicações dos implantes penianos. Técnicas de deslizamento nas quais o pênis é cortado e alongado com implantes penianos foram realizadas em casos de encurtamento peniano grave. No entanto, essas técnicas apresentaram maiores taxas de complicações e atualmente são evitadas.